# السلطة القضائية في إسبانيا

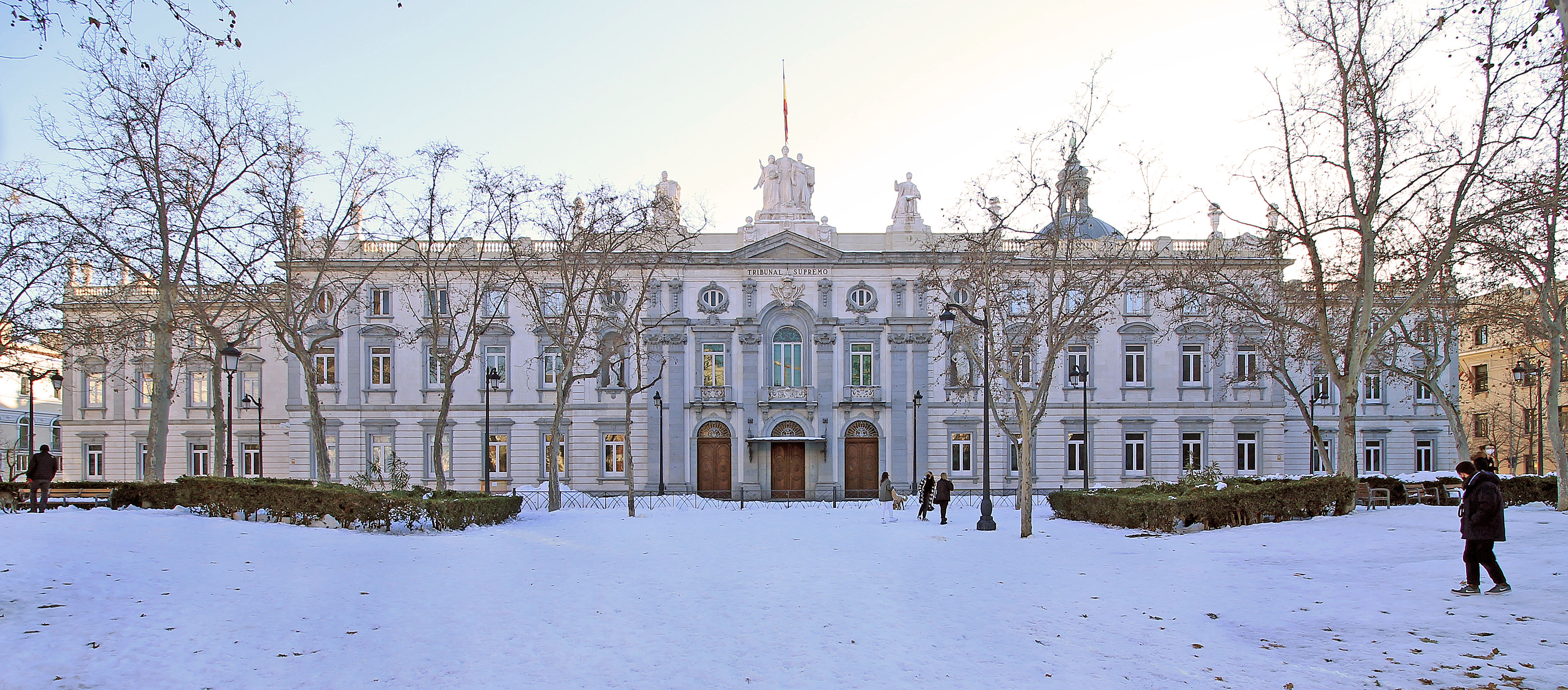

السلطة القضائية في إسبانيا هي مجموعة المحاكم التي تتألف من رجال القضاء والقضاة الحاكمين من الذين لديهم القدرة على إقامة العدل باسم الملك.